# Хартсхорн, Чарльз
Чарльз Хартсхорн (англ. Charles Hartshorne; 5 июня 1897, Киттаннинг, Пенсильвания, США — 9 октября 2000, Рим, Италия) — американский философ, создатель неоклассической метафизики.
Он развивает неоклассическую идею Бога и приводит модальное доказательство существования Бога как развитие онтологического доказательства Ансельма Кентерберийского. Основатель «процесс-теологии».

## Биография
Хартсхорн родился в Киттаннинге (штат Пенсильвания). Среди его братьев — известный географ Ричард Хартсхорн. После окончания колледжа Гаверфорд в 1917 году, провёл два года в американской армии, служил при госпитале. В дальнейшем учился в Гарвардском университете, где за четыре года получил три степени: бакалавр (1921), магистр (1922) и доктор философии (1923). Тема докторской диссертации: «Единство бытия».
C 1923 по 1925 год Хартсхорн продолжает обучение в Европе. Посещает Фрайбургский университет, где учится у феноменолога Эдмунда Гуссерля, и Марбургский университет, где учится у Мартина Хайдеггера. Возвращается в Гарвардский университет и работает научным сотрудником c 1925 по 1928 год, совместно с Полем Вайсом редактирует и готовит к изданию собрание сочинений Чарльза Сандерса Пирса (I—VI тома), также один семестр работает ассистентом Альфреда Норта Уайтхеда.
С 1928 по 1955 год он профессор философии Чикагского университета, с 1955 по 1962 год — университета Эмори, с 1962 года до выхода на пенсию — Техасского университета. Публикует последнюю статью в 96 лет, читает последнюю лекцию в 98 лет.
В дополнение к его многолетней преподавательской деятельности в трёх университетах он читал лекции и был гостевым профессором в Стэнфордском университете, Вашингтонском университете, Йельском университете, Франкфуртском университете, Мельбурнском университете и Университете Киото.

## Философия и теология
Интеллектуальное влияние на Хартсхорна оказали: Мэтью Арнольд (произведение Литература и догма), эссе Ральфа Уолда Эмерсона, Чарльз Сандерс Пирс и Альфред Норт Уайтхед. Руф Мэтью Джоунс был его учителем в колледже и в дальнейшем ментором. Также он находил вдохновение в трудах Джосайя Ройса (Проблемы христианства), Уильяма Джемса, Анри Бергсона, Ральфа Бартона Пэрри и Николая Бердяева. Долгое время, более двадцати трёх лет, он вёл переписку с Шеффилдом Эдгаром Брайтманом из Бостонского университета о их философских и теологических взглядах. В свою очередь Хартсхорн оказал плодотворное влияние на ряд теологов и философов.
Идеи и течение в теологии, связанное с именем Чарльза Хартсхорна, обычно определяют как «процесс-теология». Корни «процесс-теологии» лежат в философии Гераклита. Современная концепция «процесс-философии» появляется в работах Уайтхеда и после Второй мировой войны получает развитие в «процесс-теологии» Хартсхорна. Основные мотивы «процесс-философии»: эмпиризм, относительный характер времени, процесс и события.
Одним из терминов, которые Хартсхорн широко использует для характеристики представлений о Боге в «процесс-теологии» является панентеизм (всё в Боге). В теологии Хартсхорна Бог не идентичен с миром, но и не полностью независим от мира. Бог трансцендентен миру, но также мир содержится в Боге. Хартсхорн утверждает, что представления о Боге в классическом христианском теизме противоречивы, и приводит модифицированные онтологические аргументы к вопросу существования Бога.

## Список трудов
- The Philosophy and Psychology of Sensation, Chicago: Chicago University Press, 1934, reprint ed. 1968
- Beyond Humanism: Essays in the New Philosophy of Nature, Chicago/New York: Willett, Clark & Co, 1937 (also published as Beyond Humanism: Essays in the Philosophy of Nature by University of Nebraska Press, 1968)
- The Divine Relativity: A Social Conception of God, (Terry Lectures), New Haven: Yale University Press, 1948, reprint ed. 1983, ISBN 0-300-02880-6
- The Logic of Perfection and other essays in neoclassical metaphysics, La Salle: Open Court, 1962, reprint ed. 1973, ISBN 0-87548-037-3
- Philosophers Speak of God, edited with William L. Reese, University of Chicago Press, 1963, Amherst: Humanity Books, reprint ed. 2000, ISBN 1-57392-815-1 (fifty selections spanning the breadth of both eastern and western thought)
- Man’s Vision of God and the Logic of Theism, Willett, Clark & company, 1941, reprint Hamden: Archon, 1964, ISBN 020800498X
- Anselm’s Discovery, La Salle: Open Court, 1965
- A Natural Theology for our Time, La Salle: Open Court, 1967, reprint ed. 1992, ISBN 0-87548-239-2
- The Philosophy and Psychology of Sensation, Port Washington, New York: Kennikat Press, 1968
- Creative Synthesis and Philosophic Method, S.C.M. Press, 1970, ISBN 0-334-00269-9
- Reality as Social Process, New York: Hafner, 1971
- Whitehead’s Philosophy: Selected Essays, 1935—1970, University of Nebraska Press, 1972, ISBN 0-8032-0806-5
- Aquinas to Whitehead: Seven Centuries of Metaphysics of Religion, Marquette University Publications, 1976, ISBN 0-87462-141-0
- Whitehead’s View of Reality, with Creighton Peden, New York: Pilgrim Press, rev. ed. 1981, ISBN 0-8298-0381-5
- Insights and Oversights of Great Thinkers: : An Evaluation of Western Philosophy, Albany: State University of New York Press, 1983, ISBN 0-87395-682-6
- Creativity in American Philosophy, Albany: State University of New York Press, 1984, ISBN 0-87395-817-9
- Omnipotence and Other Theological Mistakes, Albany: State University of New York Press, 1984, ISBN 0-87395-771-7
- Wisdom as Moderation, Albany: State University of New York Press, 1987, ISBN 0-88706-473-6
- The Darkness and The Light: A Philosopher Reflects upon His Fortunate Career and Those Who Made It Possible, Albany: State University of New York Press, 1990, ISBN 0-7914-0337-8
- Born to Sing: An Interpretation and World Survey of Bird Song, Indiana Univ Press, 1992, ISBN 0-253-20743-6
- The Zero Fallacy: And Other Essays in Neoclassical Philosophy, edited with Mohammad Valady, Open Court, 1997, ISBN 0-8126-9324-8